# Teoremas de singularidade Penrose-Hawking
Os teoremas de singularidade Penrose-Hawking são um conjunto de resultados em relatividade geral os quais tentam responder à pergunta de se a gravidade é necessariamente singular. Estes teoremas respondem a esta pergunta afirmativamente de maneira satisfatoriamente "razoável" para condições de energia. Isto significa que uma solução genérica no espaço-tempo na relatividade geral conterá singularidades nas quais a teoria "rompe-se".

## Interpretação e significância
Em uma teoria física da gravitação, uma singularidade é, grosseiramente falando, um ponto no espaço-tempo onde várias grandezas físicas (tais como a curvatura ou densidade de energia) tornam-se infinitas, e portanto as leis físicas são "quebradas". Singularidades podem ser encontradas em vários espaço-tempos importantes, tais como a métrica de Schwarzschild para um buraco negro e o "Big Bang" na métrica Friedmann-Lemaître-Robertson-Walker desenvolvidas para descrever nosso universo. Elas apresentam um problema, devido a não ser claro como as equações da física aplicam-se a uma singularidade, não se pode predizer o que pode advir "fora" de uma singularidade em nosso passado, ou o que ocorre a um observador que "cai" em uma singularidade no futuro.
Desde que a presença de singularidades mostra-se objetiva, pode-se esperar que elas não se formam a não ser sob condições estritas. Por exemplo, num colapso de uma estrela ao formar um buraco negro, se a estrela gira ela possui algum momento angular, poderá a força centrífuga parcialmente contrapor-se à força de gravidade e impedir uma singularidade de formar-se? Os teoremas de singularidade provam que isto não pode acontecer, e uma singularidade se formará. No exemplo de uma estrela em colapso, desde que toda a matéria e energia é uma fonte de atração gravitacional na relatividade geral, o momento angular adicional somente conduzirá a estrela mais fortemente em contração: ela eventualmente resultará em um buraco negro de Kerr. Ver também "teorema da calvície".
Um aspecto "filosófico" interessante da relatividade geral é revelado pelos teoremas da singularidade. Em razão da relatividade geral predizer a ocorrência inevitável de singularidades, a teoria, em um certo aspecto, prediz seu próprio término em um tempo finito no futuro